# Конгоу (водоспад)
Конго (фр. Chutes Kongou) — водоспад в центрально-західній Африці, на річці Івіндо (права притока Огове), в північно-східному Габоні.

## Географія
Водоспад розташований в національному парку Івіндо (фр. Parc national d'Ivindo) в північно-східній частині республіки Габон, в нижній течії річки Івіндо (в басейні Огове), в південно-східній частині провінції Огове-Івіндо, за 42 км на південний-захід від адміністративного центру провінції — Макоку та за 350 км на схід від столиці країни — Лібревіль.
Вода водоспаду падає вниз з висоти в 56 м. Ширина водоспаду становить 3 200 м, він в середньому щосекунди скидає 900 м³ води, а в період повеней, витрата води може доходити до 2 700 м³/с. За шириною, водоспад Конго є одним із найбільших у світі (за непідтвердженими даними, четверте місце, після водоспадів Кхон — 10 783 м, Пара — 5 608 м та Гуайра — 4 828 м).
Водоспад Конго має дуже складну будову, трохи схожий до водоспаду Іґуасу. Він складається із незліченних малих і великих потоків, уступів та каскадів. Численні острови розділяють його на невеликі частини, є навіть окремі дерева, які ростуть безпосередньо у водоспаді — практично водоспад і тропічний ліс складають одну суцільну суміш.

## Природа та екологія
Водоспад вважається одним із найкрасивіших у Центральній Африці. Ця частина річки Івіндо є середовищем проживання великого біорізноманіття риб. Водоспад розташований в національному парку Івіндо, який був створений у 2002 році для захисту навколишнього середовища красивої, первозданної області, біологічно різноманіття цієї ділянка річки.
14 вересня 2007 року президент Габону Омар Бонго оголосив про будівництво на водоспаді ГЕС, для виробництва електроенергії що буде використовуватися для живлення нових залізних рудників «Белінга». Розвиток залізорудного видобування по суті було прогресом для економічного розвитку Габону, але гребля затопила б велику частину національного парку, що мало би серйозний негативний екологічний вплив на природу та занепад місцевого екологічного туризму. Екологічні організації Габону почали масштабну кампанію протестів проти цих планів. Ці протести принесли успіх — у 2009 році роботи були припинені, запланований об'єм видобутку корисних копалин був скорочений.